# Duy Tân
Le prince Nguyễn Phúc Vĩnh San (阮福永珊, 3 août 1899 ou 1900 - 26 décembre 1945), connu sous le nom dynastique de Duy Tân (維新), est le onzième souverain de la dynastie des Nguyễn. Porté au pouvoir par les autorités coloniales françaises, il règne de 1907 à 1916, jusqu'à l'échec de la révolte contre le protectorat français. Après un exil à l'île de La Réunion, il rejoint la résistance française lors de la Seconde Guerre mondiale.

## Biographie

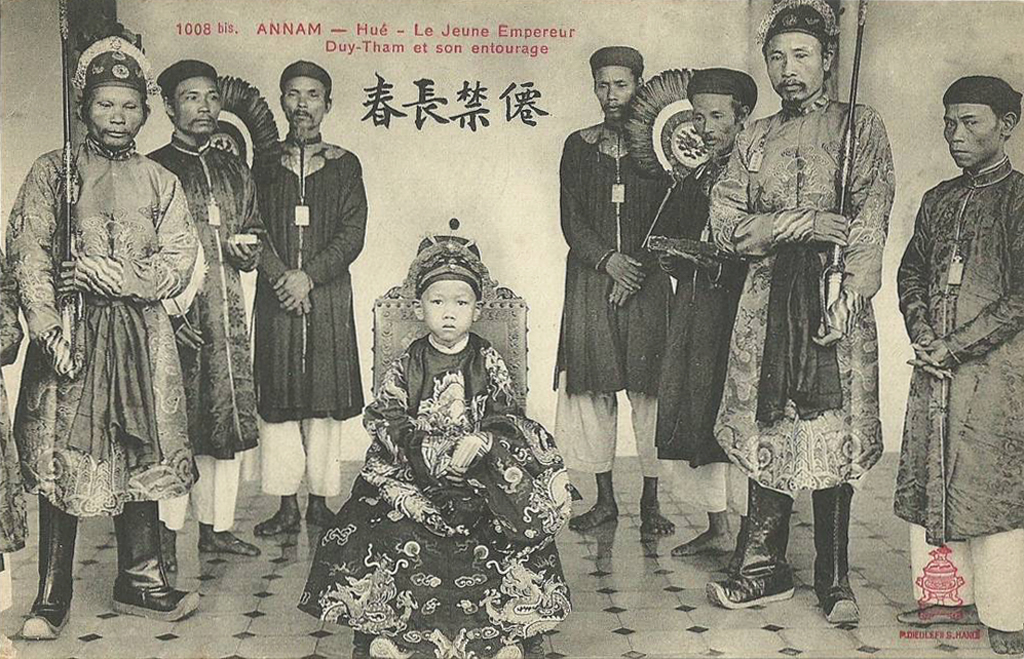
Le jeune empereur et son entourage.

Né en 1899 à Hué, le prince Vinh San est le cinquième fils de l’empereur Thành Thái, descendant direct de l'empereur Gia Long, fondateur de la dynastie des Nguyễn Phuoc, et de sa concubine Nguyễn Thị Định[source insuffisante]. Il n'a que 7 ans lorsque son père, l'empereur Thành Thái, accusé de folie, est contraint par les autorités coloniales françaises, d'abdiquer en sa faveur.
Intronisé le 3 septembre 1907 sous le nom dynastique de Duy Tân, son règne, de 1907 à 1916, est marqué par différents événements relatifs à l'émancipation de son pays (l'Annam) et notamment la révolte de 1916 contre le protectorat français.

## La résistance vietnamienne à la colonisation française
Au début de mars 1908, commence le Mouvement contre les impôts, réprimé dès le 15 mai 1908 avec l'arrestation des principaux meneurs, l'empereur Duy Tân n'ayant que 9 ans. À la suite des troubles provoqués à cette occasion, il déclare aux hauts dignitaires de la cour[source insuffisante] :
- « […] S'il y a souvent des perturbations dans le pays, c'est que le peuple ne mange pas à sa faim ».
- « […] À partir d'aujourd'hui, sur ma liste civile de 6 000 piastres j’en prélève 3 000 pour être distribuées par vos soins aux pauvres ».

L'agitation anti-française dans les pays « annamites » depuis 1905 semblait être apaisée, quand à nouveau des rebelles fomentèrent un complot dans le but d'attaquer dans la nuit du 3 au 4 mai 1916 les postes de Tam Kỳ et Quảng Ngãi. 
Cependant, le fait que l'empereur Duy Tân ait pris ou non la tête de cette rébellion doit être discuté et examiné avec prudence, notamment en raison de l'absence de sources historiques sinon incontestables, du moins raisonnablement fiables. D'une part, le jeune empereur qui n'a que 17 ans à l'époque est vu par le protectorat français au mieux comme un idéaliste, au pire comme ayant pour projet de s'émanciper de la tutelle française; d'autre part, la France est elle-même en guerre contre l'Allemagne et ne peut courir le risque d'ouvrir un autre front à des milliers de kilomètres de chez elle. 

À ce sujet, Dutremblay Agénor (1906-1990), résistant, enseignant, syndicaliste et homme politique réunionnais, qui fut l'ami et le compagnon de résistance de Duy Tân pendant son exil à La Réunion, écrit: 

« La France était en guerre avec l'Allemagne. Les grands féodaux de la cour d'Annam jugèrent le moment propice (…) et tentèrent d'entraîner le jeune empereur dans leur complot. Celui-ci s'y refusa mais les mandarins s'y prirent de telle sorte que Vinh San fut compromis. La France, talonnée sur le continent par les Allemands, réagit brutalement. La rébellion annamite fut écrasée et Vinh San exilé à La Réunion. »

Dans ce contexte, les rapports officiels établis par les autorités françaises concluent sans surprise que le prince a joué un rôle au plus haut niveau de la sédition, voire qu'il en était à l'initiative. Par ailleurs, ces rapports vantent l'efficacité de la réaction française autant que le loyalisme des populations locales et des autorités annamites qui désapprouvent cette rébellion car elles voient au contraire en la France, protectrice des personnes et des biens, "un gage de tranquillité". À tel point que l'un des chefs rebelles, en fuite, aurait été "arrêté au sein de son propre village" – c'est-à-dire dénoncé ou livré par ses habitants. Ces affirmations, invérifiables, peuvent être tenues, par leurs éléments de langage et en l'absence de tout témoignage contradictoire, pour un discours officiel de propagande.
La réalité est plus vraisemblablement que la France souhaitait se débarrasser de ce jeune prince peu docile et encombrant - comme elle l'avait déjà fait en 1907 de son père Thành Thái, soupçonné de vouloir l'indépendance de son pays, et qu'elle avait fait déclarer fou avant de le destituer. 
À la suite de la rébellion de 1916, une condamnation de Duy Tân à la peine capitale fut même envisagée. Mais par crainte d'un choc sans précédent dans le pays et des troubles qui pourraient en résulter, le gouvernement français invoqua finalement l'excuse de minorité et choisit de le destituer, puis de l'exiler à l'île de La Réunion. Sur les recommandations du ministre de l'Instruction Publique, la sentence concernant l'Empereur fut donc la suivante:

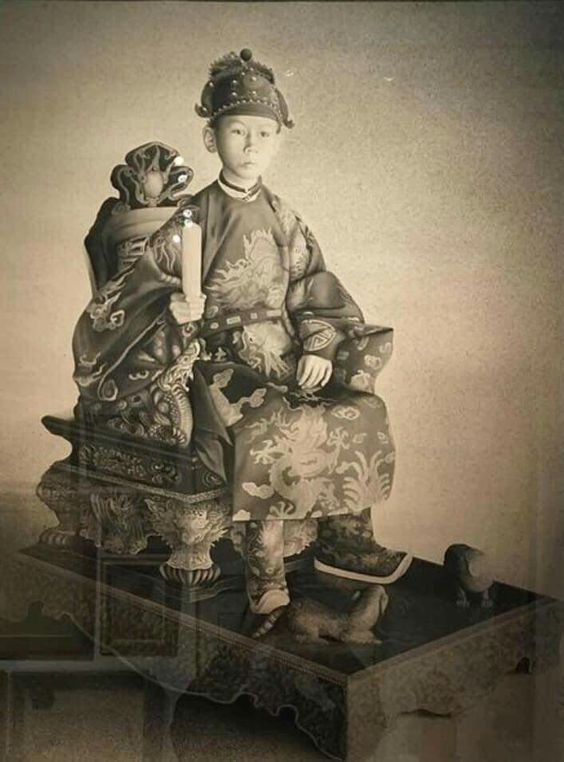
Le jeune empereur.

« L'Empereur Duy Tân est encore mineur. S'il est coupable, il l'est vis-à-vis du gouvernement du protectorat français mais nullement de son gouvernement et de son peuple. Par ailleurs, la révolte projetée n'a causé aucun tort aux Français de Hué et des autres provinces de l'Annam tant en biens privés qu'en vies humaines. En outre, Duy Tân est très estimé de son peuple. Dans ces conditions, sa condamnation à mort ne manquerait pas de susciter des troubles parmi la population. Tant du côté français que de notre côté, nous devons éviter à tout prix cette éventualité, surtout au moment où la France est aux prises avec des difficultés graves causées sous le ciel d'Occident par les envahisseurs allemands. Il s'avère donc prudent de se montrer indulgent envers le jeune monarque en le destituant tout en lui laissant sa liberté et son ancien titre de prince. Cette sentence, outre qu'elle est judicieuse, montrera à tout le monde la magnanimité de la France. »

## L'exil à l'ile de la Réunion
L'empereur est embarqué au Cap Saint Jacques avec sa famille sur le navire Guadiana, le 3 novembre 1916.
Au bout de cette traversée de 17 jours sans escale, le cargo mixte arrive en vue des côtes de Saint-Denis de La Réunion à 7 h 30 du matin, le 20 novembre 1916. Aussitôt, le secrétaire général De La Vigne Sainte Suzanne, le capitaine Deroche et le chef de la Sûreté viennent à la rencontre des illustres « invités » avec un petit train spécial. Il y avait à bord :
- le prince Vinh San - empereur Duy Tân, 17 ans et son épouse la « Hoang Nhu Phy » Mai Thi Vang, 18 ans ;
- la mère du prince, la « Tai Nhân » Nguyên Thi Dinh ;
- son père, l'empereur Thành Thái , présentement Nguyên Phuc Chiêu - prince Buu Lan, 37 ans et ses deux autres épouses, deux sœurs, filles.

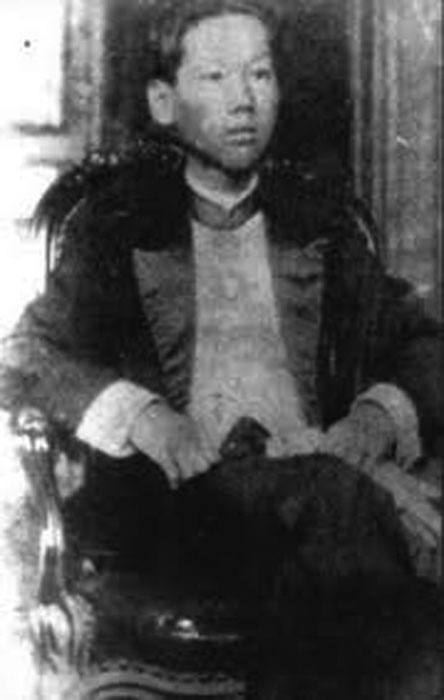
Duy Tân à l'île de La Réunion.

Arrivé à Saint-Denis, le prince tombe gravement malade et doit rester confiné dans une vieille maison des hauts de la ville, puis après sa convalescence qu'il passe dans la région d'Hell-Bourg il revient dans la capitale et s'installe dans une assez jolie maison au coin des rues Jules Auber et Labourdonnais.

« J'avais 17 ans. Complètement dépaysé, je m'acclimatais difficilement à La Réunion. La fièvre me tenaillait fréquemment et j'eus trois accès de bilieuse hématurique... »

— Interview accordée à Ch. Wateblet, membre de la presse française.
Avec courage et énergie, le prince combat l'adversité. Il reprend ses études, passe son baccalauréat à Saint-Denis, s'intéresse au droit et aux langues, dont l'anglais et l'espagnol. Plus tard, il obtiendra une licence de droit. Il se lance dans la radio-électricité encore balbutiante avant d'en faire son métier.
Il passe ses loisirs à jouer du violon, élever des chevaux de course, s'exercer à l'escrime, donner des conférences littéraires ou scientifiques, composer des poèmes, écrire des articles de journaux, faire de la photographie, etc. Par deux fois il a été lauréat de l'Académie des sciences et des arts de La Réunion.
Après deux ans passés à La Réunion, sa jeune épouse, sa mère et sa sœur obtiennent l'autorisation d'être rapatriées en Indochine.
Toujours tenu par les liens du mariage, le prince refera sa vie comme il pouvait, aura une autre famille, nombreuse.
L'arrivée au pouvoir en France du Front Populaire en 1936 donne un nouvel espoir au prince Vinh San qui pense pouvoir obtenir son amnistie et la fin de son exil. Dans une lettre adressée au ministre des Colonies du cabinet Léon Blum, il se défend avoir été l'instigateur des troubles de 1916 et même s'y être farouchement opposé. Mais, devant la résolution, dit-il, des "vieux Annamites" (les mandarins) à l'origine de la révolte et craignant que celle-ci ne finisse en bain de sang, le prince aurait fait mine d'accepter d'en prendre le commandement pour mieux la circonscrire et éviter ainsi tout débordement. Selon ses dires en effet, le plan des mandarins prévoyait l'assassinat dans leur sommeil de tous les notables français, dont des amis du prince lui-même, ce à quoi il ne pouvait se résoudre comme il ne pouvait se résoudre à dénoncer les conjurés, ses compatriotes et sujets.

Extraits de la lettre du prince Vinh San au ministre des Colonies, rédigée à Saint-Denis de La Réunion, le 5 juin 1936: 

« Voilà le dilemme qui me fut posé: ou laisser assassiner les Français pour ensuite assister à une répression sanglante, ou dénoncer mes compatriotes et commettre ainsi une lâcheté. Pour sortir de ce dilemme douloureux, un seul stratagème me restait: accepter le commandement de la révolte. (…) Et par cela, acquérir assez d'autorité pour être sûr d'être obéi. Et ensuite, donner des ordres et des contre-ordres assez incohérents pour disperser les bandes à des points tout à fait éloignés et isoler les groupes les uns des autres. Je savais que si je pouvais empêcher toute action durant la nuit fixée, la révolte avortait, sans une goutte de sang. »

Cette stratégie de défense du "verre à moitié plein" ne fut sans doute pas convaincante, en tout cas le gouvernement Blum n'y donna aucune suite et ne répondit pas à la lettre du prince.

## Le premier résistant FFL de l'île de la Réunion

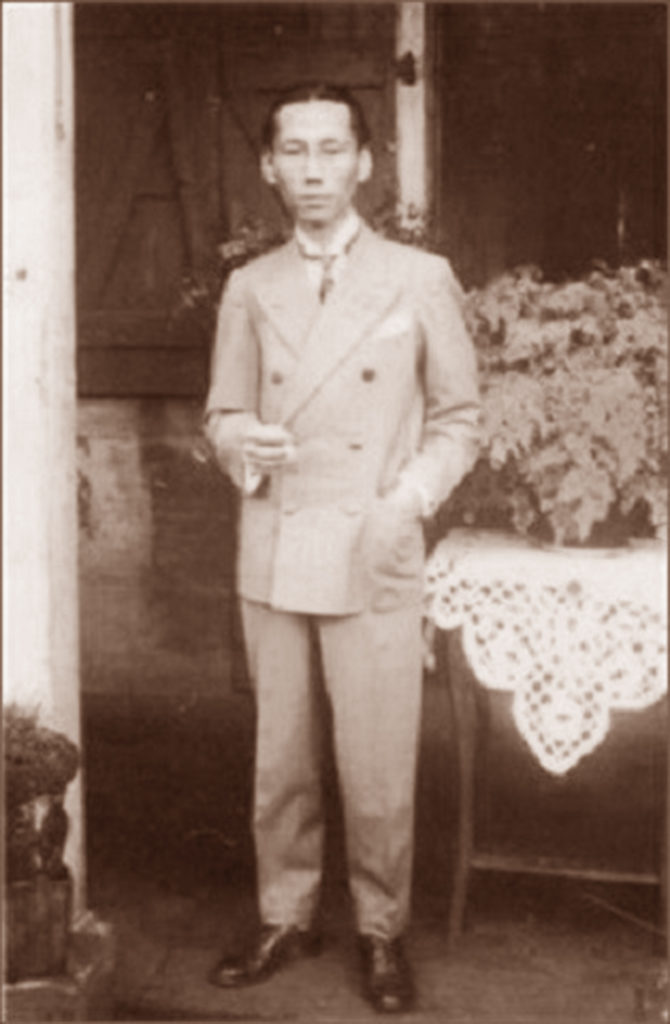
L'empereur en tenue civile.

Lorsqu'il entend l'appel du 18 Juin 1940, il se rallie au camp de ce général qu'il ne connaît pas. Le prince Vinh San, à l'écoute clandestine des radios qui diffusent les nouvelles de la guerre en Europe, notamment celles qui émanent de Londres, est l'un des premiers sur l'île de La Réunion à capter l'appel lancé par le général de Gaulle, le 18 juin 1940. Sa décision est prise, il entre en résistance. À tous ses amis, il dit : 

« […] De Gaulle, j'ai déjà vu ce nom-là quelque part. Qu'importe, puisqu'il veut continuer la lutte ! Quand ça serait un cul-de-jatte, c’est lui qu’il faut suivre ! »

Il met sa TSF au service des rares résistants de La Réunion, qui est aux mains d’un gouverneur vichyssois ; il se livre à des provocations occasionnelles, notamment en installant un V lumineux dans la vitrine de sa boutique ; il explique aux autorités qu'il voulait afficher ses initiales mais qu'il n'a pas assez de pièces pour le S[source insuffisante].
Le 28 novembre 1942, il s'engage comme radio-télégraphiste sur le contre-torpilleur Léopard des Forces navales françaises libres (FNFL).
Par décret du 29 octobre 1945, signé du général de Gaulle, le prince Vinh San est nommé sous-lieutenant le 5 décembre 1942, lieutenant le 5 décembre 1943, capitaine le 5 décembre 1944, chef de bataillon le 25 septembre 1945. La médaille de la Résistance avec rosette lui est décernée en mars 1945. Les motifs de la proposition sont ainsi définis :

« […] Le prince Vinh San, par son attitude courageuse, ses propos, et en permettant à de nombreux auditeurs d'écouter des postes radiophoniques de la France libre ou des Alliés, postes dont l'audition était strictement interdite, a contribué à maintenir vivaces à La Réunion le flambeau de la Résistance et la foi en la victoire finale ; a été pour ce fait interné administrativement. »

Lors de la capitulation devant l’armée allemande, le 26 novembre 1942, date de l’arrivée du vaisseau des Forces navales françaises libres (FNFL) Léopard devant Saint-Denis, et du ralliement de l'île de La Réunion à la France libre, La Réunion est majoritairement pétainiste. Les résistants actifs ne sont qu’une poignée. Parmi eux une personnalité s’impose, celle du prince Vinh San, qui a marqué l’histoire de La Réunion[source insuffisante].
. Passionné de radio-électricité, il devient le premier radio-amateur de l'île. Cette passion pour le radio-amateurisme joue un rôle décisif dans son engagement pendant la Seconde Guerre mondiale. Avec comme indicatif FR8VX, il fut le premier, sinon le seul, à entendre à La Réunion l’appel du général de Gaulle le 18 juin 1940.
Sans hésitation et malgré les refus d'intégration dans l’armée française, il se range aux côtés du fondateur de la France libre. La majorité de la population étant pétainiste, le prince Vinh-San, via l’île Maurice, transmet aux forces alliées des renseignements.

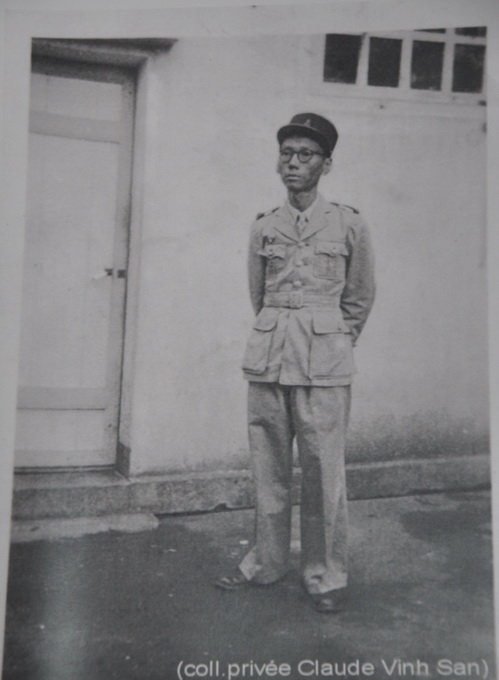
Duy Tan en tenue d'officier FFL.

Ses actions de résistant lui valent d’être interné le 7 mai 1942 au lazaret de Saint-Denis. Il est libéré un mois plus tard. Son matériel est confisqué mais il parvient à reconstruire un poste de fortune.
Au lendemain du ralliement de La Réunion à la France libre, Vinh San s’embarque sur le Léopard. Malade, il débarque vingt-deux jours plus tard. Ce n’est que le 3 janvier 1944 qu'il est incorporé comme simple soldat à la caserne Lambert. Le 15 février, il est nommé caporal. Envoyé à Madagascar, il se distingue en faisant rentrer dans le rang un bataillon de 1 600 Indochinois, révoltés contre leurs chefs.
Le prince, amer, déclara :

« […] je me suis engagé dans la France libre en décembre 1942 et je ne suis toujours admis par personne. »

Autorisé à se rendre en France où il arrive à Paris en juin 1945, il participe à la fin de la guerre en Allemagne avec le grade de chef de bataillon. Le général de Gaulle commence à s’intéresser à celui dont il a lu les textes sur ce que pourrait être l’avenir de l’Indochine.
Le 29 août 1945, le prince Vinh San fait sur les ondes de Radio-Tananarive sa première déclaration politique depuis son exil. Il l'adresse à son peuple, contre l’envahisseur japonais, précisant que l’avenir de son pays ne peut se concevoir que par des liens d’amitié et de coopération avec la France.

## Mort tragique de l'empereur sur le chemin de retour
De Gaulle rencontre le prince Vinh San le 14 décembre 1945. Dans ses Mémoires de guerre, il écrit : 

« Aux fins qui pourraient être utiles, je nourris un dessein secret. Il s'agit de donner à l'ancien empereur Duy-Tân les moyens de reparaître, si son successeur et parent Bao-Dai se montre, en définitive, dépassé par les événements. Duy-Tân, détrôné en 1916 par l'autorité française, redevenu le prince Vinh-San et transféré à La Réunion, a néanmoins, au cours de cette guerre, tenu à servir dans notre armée. Il y a le grade de commandant. C'est une personnalité forte. Quelque trente années d'exil n'ont pas effacé dans l'âme du peuple annamite le souvenir de ce souverain. Le 14 décembre, je le recevrai, pour voir avec lui, d'homme à homme, ce que nous pourrons faire ensemble. Mais quelles que soient les personnes avec qui mon gouvernement sera amené à conclure les accords, je projette d'aller moi-même les sceller en Indochine dans l'appareil le plus solennel, quand le moment sera venu. »

— Charles de Gaulle, Mémoires de guerre, tome III.
Il souhaitait vraisemblablement établir avec lui les conditions d’un rétablissement sur le trône d’Annam et l'indépendance de la Cochinchine après référendum, en échange d'un maintien de liens privilégiés avec la France au détriment du révolutionnaire Ho Chi Minh avec une Indochine réunifiée mais seulement dans le cadre d'une union avec l'Indochine française de cette époque.
La disparition du prince Vinh-San dans un accident d’avion en pleine brousse centrafricaine de l’Oubangui-Chari, ne permet pas de voir ce projet aboutir. De Gaulle ordonna une enquête sur cet étrange accident qui demeure à ce jour non élucidé. Les corps des victimes furent inhumés dans le cimetière de la mission catholique de Mbaïki. Faute de moyens à l'époque, en 1945, la famille ne put rien faire pour que les restes mortels du prince rejoignent sa terre natale.
Après de longs atermoiements du pouvoir communiste, quarante-et-un ans plus tard en 1987, l'un de ses fils obtiendra des moyens pour faire construire une petite tombe à Huế (An Lăng), se rendre à Mbaïki, puis au Vietnam, où la translation des restes mortels du prince Vinh San fut accueillie par le gouvernement vietnamien qui prit en charge toutes les opérations relatives à l'inhumation.

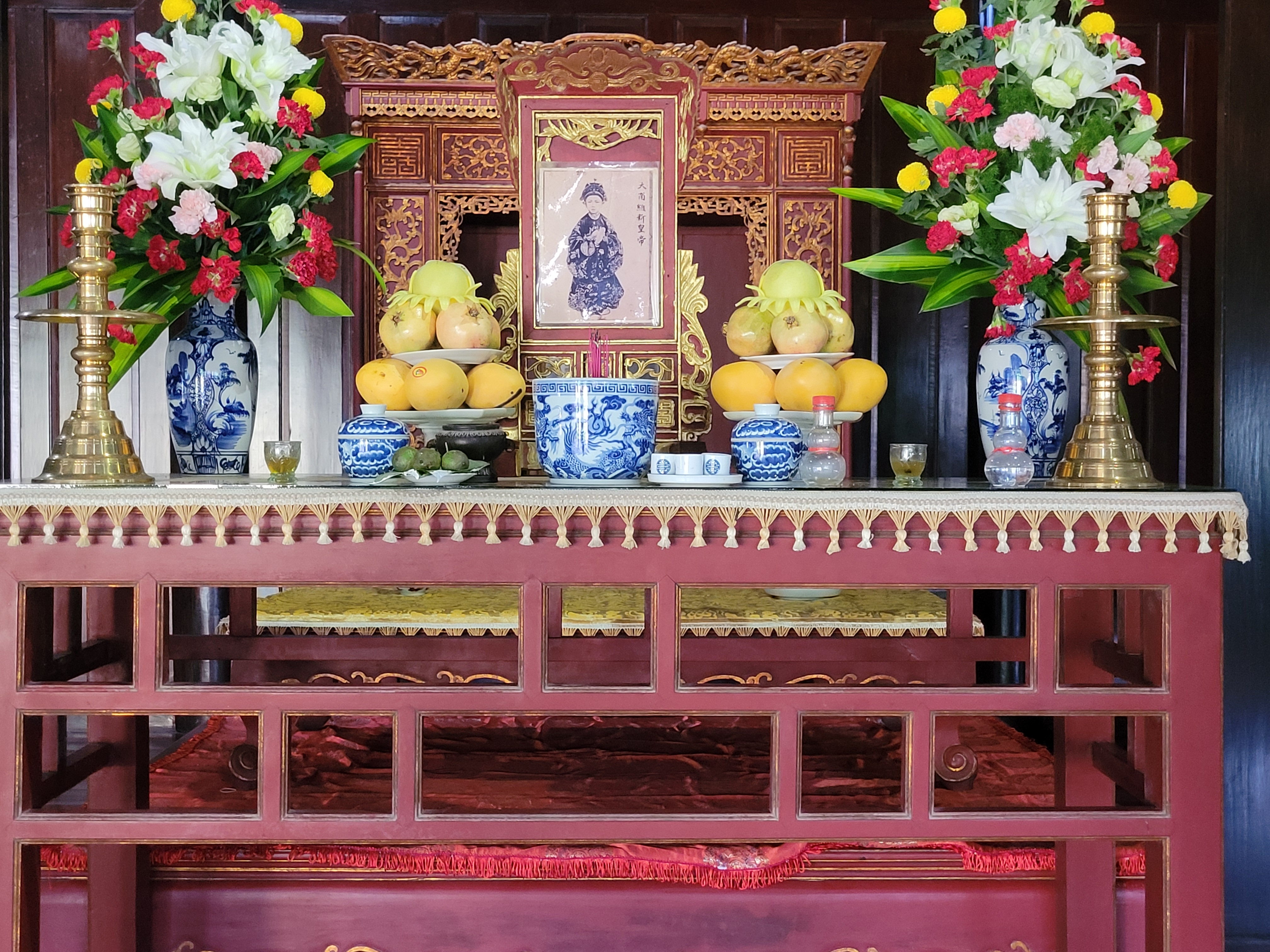
L'autel de Duy Tan

En avril 1987, les restes mortels de l’empereur Duy Tân font l’objet d’une exhumation en Afrique et sont transférés à Hué au Viêt Nam. Une cérémonie marque l’événement et Duy Tân repose depuis auprès de ses ancêtres. Détrôné en 1916, il n’a cependant jamais abdiqué, ce qui peut amener à le considérer comme le dernier empereur d’Annam.
Duy Tân et son père Thành Thái seront enterrés dans le tombeau du roi Duc Duc . Le tombeau a subi une longue restauration ( consolidation des bâtiments) et est ouvert au public. 

## Décoration
- Médaille de la Résistance française avec rosette (décret du 24 avril 1946)[16]

## Hommages
- Pont Vinh-San à Saint-Denis (île de la Réunion)
- Lycée Duy-Tan à Danang